# تامي كانتوني
تامي كانتوني (بالإنجليزية: Tammy Cantoni)‏ هي لاعبة بلياردو أمريكي ‏ أسترالية، ولدت في 25 أغسطس 1972.